# Ira Coray Abbott

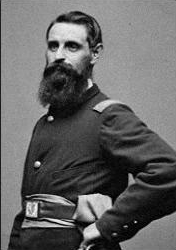
Ira Coray Abbott

Ira Coray Abbott (* 14. Dezember 1824 in Burns, Allegany County, New York; † 9. Oktober 1908 in Washington, D.C.) war ein US-amerikanischer Brevet-Brigadegeneral der Army im Sezessionskrieg.

## Leben
Abbott, Sohn von Edmond Austin Abbott und dessen Ehefrau Nancy Gregory Abbott, diente während des Sezessionskrieges zunächst als Oberstleutnant (Lieutenant Colonel) sowie danach als Oberst (Colonel) und Kommandeur des 1. Michiganer Freiwilligen-Infanterieregiment (1st Michigan Volunteer Infantry Regiment), wo er Nachfolger von Oberst John C. Robinson wurde. Er erlitt im Dezember 1862 eine Verwundung in der Schlacht von Fredericksburg. Während der Schlacht von Gettysburg im Juli 1863 war sein Regiment Teil der von Oberst William S. Tilton kommandierten 1. Brigade, die am 2. Juli 1863 gegen die Confederate States Army bei Stony Hill westlich von Wheatfield kämpfte. Er geriet mit seiner Einheit unter starken Beschuss, bei dem er schließlich schwer verwundet wurde und sich zurückziehen musste. Für seine „tapferen und lobenswerten Verdienste während des Krieges“ wurde ihm am 13. März 1865 der Brevet-Brigadegeneral (Brigadier General) der US-Freiwilligentruppen verliehen. Seine Einheit erhielt ein Denkmal im Gettysburg National Military Park.
Abbott war zweimal verheiratet, und zwar in erster Ehe mit Roxanna E. Brown Abbott, die allerdings bereits 1852 im Alter von 19 Jahren verstarb. In zweiter Ehe war er mit Electa Araminta Shear Abbott verheiratet. Nach seinem Tode wurde er auf dem Nationalfriedhof Arlington beigesetzt. Sein jüngerer Bruder Austin Leroy Abbott diente als Leutnant im 12. Michiganer Freiwilligen-Infanterieregiment (12th Michigan Volunteer Infantry Regiment), während sein jüngster Bruder Maro Angevine Abbott Sergeant im 7. Michiganer Freiwilligen-Infanterieregiment (7th Michigan Volunteer Infantry Regiment) war.